# Arnavutköy (district)
Arnavutköy is een Turks district in de provincie Istanbul en telt 326.452 inwoners (2022). Het district heeft een oppervlakte van 453 km².
Het district ligt aan de Europese kant van Istanbul en grenst aan de Zwarte Zee. De op 29 oktober 2018 geopende nieuwe grote luchthaven van Istanbul, Istanbul Airport ligt op het grondgebied van het district. Arnavutköy grenst in het westen aan Çatalca, in het zuidwesten aan Büyükçekmece, in het zuiden aan Esenyurt en Başakşehir en in het oosten aan Eyüp. Het dorp Karaburun in het district is een populaire badplaats aan de Zwarte Zee.
In 2008 werd het district Arnavutköy gecreëerd uit delen van de districten Çatalca en Gaziosmanpaşa. Het stedelijke deel van het district werd initieel opgericht als gemeente. Bij de reorganisatie van de Turkse lokale overheid in 2013 werd het landelijke deel van het district geïntegreerd in die gemeente, waarbij gemeente en district samenvielen en de verschillende woonkernen van het district wijken werden. De naam Arnavutköy slaat in het Turks op Albanees dorp, en komt voor uit de vroegere bewoning van het gebied door Albanese inwijkelingen.
Lijn M11 van de metro van Istanbul zal na afwerking het district bedienen en wordt aangelegd met als terminus Istanbul Airport. De O-7 autosnelweg loopt door het district.